# Koninklijke Zout Ketjen
Koninklijke Zout Ketjen was een concern dat in 1962 is ontstaan uit een fusie van de Koninklijke Nederlandse Zoutindustrie en Ketjen. Ook de Sikkens Groep sloot zich bij deze samenwerking aan. In 1967 volgde een nieuwe fusie, nu met Koninklijke Zwanenberg Organon. Daaruit ontstond Koninklijke Zout Organon (KZO).